# Högfjällsfly
Högfjällsfly, Xestia lorezi, är en fjärilsart som först beskrevs av Otto Staudinger 1891. Högfjällsfly ingår i släktet Xestia, och familjen nattflyn,. Enligt den finländska rödlistan är arten sårbar, VU i Finland. Arten har en livskraftig, LC, population i Sverige. Artens livsmiljö är fjällhedar. Arten är utbredd på hög höjd över hela norra hemisfären bland annat noterad i Alaska, västra Kanada (Yukon), Alperna, norra Skandinavien och öster ut i Sibirien. I Sverige är den funnen från Härjedalen till Torne lappmark med flest fynd i norr. I Finland finns fynd endast från nordvästligaste finska Lappland. Fem underarter finns listade i Catalogue of Life,  Xestia lorezi katuna Mikkola, 1987, Xestia lorezi kongsvoldensis Grönlien, 1922, Xestia lorezi monotona Kononenko, 1984, Xestia lorezi ogilviana Lafontaine, 1987 och Xestia lorezi sajana Tschetverikov, 1904.